# Biotoptyp
Ein Biotoptyp ist ein abstrahierter Typus aus der Gesamtheit gleichartiger oder ähnlicher Biotope und dient vor allem der Beschreibung der kleinsten ökologischen Landschaftseinheiten im Rahmen der Vorgaben der Naturschutzgesetze. Jeder einzelne Typ bietet, als Lebensraum mit seinen ökologischen Bedingungen einheitliche, von anderen Typen verschiedene Voraussetzungen und ist durch spezielle Pflanzengesellschaften gekennzeichnet. Er kann als Resultat aus ähnlichen Lebensbedingungen und einer verwandten Vegetationsgeschichte verstanden werden. In der Typisierung fließen abiotische  und biotische Umweltfaktoren ein, ein Großteil ist durch anthropogene Nutzung geprägt oder beeinträchtigt.
In der FFH-Richtlinie der Europäischen Union ist im Anhang I eine Liste schutzwürdiger Biotoptypen angegeben, deren Erhaltung im besonderen gemeinschaftlichen Interesse liegt. Diese werden hier als Lebensraumtypen bezeichnet. Die Mitgliedsstaaten der EU sind verpflichtet, für diese Lebensraumtypen besondere Schutzgebiete auszuweisen.

## Struktur
Als Hauptmerkmal bei der Differenzierung gilt die Vegetation, untergeordnet ist der Standort. Oftmals werden mehrere Biotoptypen in eine Biotopklasse zusammengefasst. Beim Biotopkomplex oder Biotopkomplextyp handelt es sich um charakteristische Kombinationen von Biotopen, welche wiederholt entlang eines ökologischen Faktorengradienten vorkommen. Aus naturschutzfachlicher Sicht sind besonders Kontaktzonen zwischen sehr unterschiedlichen Biotoptypen von besonderem Wert. Dabei sind die Komplextypen stärker gefährdet als die zugehörigen, einzelnen Biotoptypen.

## Anwendung
Eine Biotoptypenkartierung wird auf der Grundlage der jeweiligen gültigen Länderschlüssel durchgeführt (z. B. Drachenfels 2004 für Niedersachsen, Zimmermann et al. 2004 für Brandenburg), wobei der Begriff "Schlüssel" hier nicht im Sinne eines Bestimmungsschlüssels, sondern einer Liste der Biotoptypen-Schlüssel (Abkürzungen, Nummern) zu verstehen ist. Bei der Kartierung kommt der Erfassung bedrohter Lebensräume eine besondere Bedeutung zu. Der Kartiermaßstab variiert nach Aufgabenstellung, im Regelfall erfolgt die Kartierung im Maßstab 1:5.000. Der konventionelle Weg der Kartierung führt über eine Feldkartierung. Eine Alternative bietet die luftbildgestützte Biotoptypenkartierung. Der bei einer Biotopkartierung zu Grunde liegende Kartierungsschlüssel enthält unter anderem eine Beschreibung aller möglichen Biotoptypen, woraus der Kartierer sich pro selbst gewählter Flächeneinheit für einen Typ entscheiden muss. Der Wert eines Gebietes im Sinne von Naturschutz und Landespflege verändert sich durch die Menge bestimmter darinliegender Biotoptypen. Verschiedene Biotoptypen sind gemäß der Landesnaturschutzgesetze als schützenswert deklariert.
Neben der landesweiten Biotopkartierung des jeweiligen Bundeslandes ist die Zuweisung, Abgrenzung und Kartierung von Biotoptypen die wesentliche Grundlage der Eingriffsregelung nach Bundesnaturschutzgesetz. Für den jeweiligen Fachplan, meist ein Landschaftspflegerischer Begleitplan im Rahmen einer Planfeststellung oder ein Umweltbericht für Eingriffe auf Grundlage des Baugesetzbuchs, wird das jeweilige Plangebiet gemäß einem vorher vereinbarten Kartierschlüssel in Einzelflächen gegliedert und diese bewertet. Damit wird die Schwere des Eingriffs als Grundlage von Kompensationsmaßnahmen bestimmt und der Nachweis des (planerischen) Ausgleichs erbracht. Aufgrund dieser Funktion sind flächendeckende Kartierungen von Biotoptypen erforderlich (einschließlich versiegelter Flächen, Gebäude, Straßen usw.). Damit werden auch diese im Rahmen des Verfahrens als Biotoptypen definiert.

## Rote Liste der Biotoptypen
Bei der Roten Liste der Biotoptypen handelt es sich um eine Zusammenstellung für die Beurteilung von gefährdeten Lebensstätten. Die Landschaft Mitteleuropas lässt sich in mehr als 300 Biotoptypen einteilen. Im Rahmen des CORINE-Programms wurden europaweit etwa 600 Biotoptypen EU-einheitlich zur Auswertung von Luftbildern definiert. Im CORINE-Programm werden derzeit für Deutschland 37 Typen unterschieden.